# Kesteven
Il Kesteven, nell'Inghilterra nord-occidentale è stata una delle contee storiche del paese, parte del Lincolnshire. È stata una contea amministrativa dal 1889 al 1974, quando è entrata a far parte del Lincolnshire (distretti del South Kesteven e North Kesteven).
Il 26 giugno 1992, Margaret Thatcher venne insignita dalla regina del titolo nobiliare di baronessa di Kesteven.